# МКС-62
МКС-62 — шістдесят другий довготривалий екіпаж Міжнародної космічної станції. Його робота розпочалась 6 лютого 2020 з моменту відстиковки від станції корабля Союз МС-13 та закінчилась 17 квітня 2020 з моменту відстиковки від МКС корабля Союз МС-15.

## Екіпаж
Протягом першого етапу роботи експедиції в її складі працювало 3 космонавти, під час другого — шестеро. До складу експедиції входять: один член екіпажу корабля Союз МС-13, який прибув на станцію 20 липня 2019 та брав участь у роботі 60-ї та 61-ї експедицій; двоє космонавтів екіпажу Союз МС-15, які прибули на МКС 25 вересня 2019 та брали участь у роботі 61-ї експедиції; а також троє космонавтів, які прибули на станцію 9 квітня 2020 року кораблем Союз МС-16.
| Посада      | Перша частина 6 лютого — 9 квітня 2020 | Друга частина 9 квітня — 17 квітня 2020 | № польоту | Корабель доставки |
| ----------- | -------------------------------------- | --------------------------------------- | --------- | ----------------- |
| Командир    | Олег Скрипочка                         | Олег Скрипочка                          | 3         | Союз МС-15        |
| Бортінженер | Джессіка Меїр                          | Джессіка Меїр                           | 1         | Союз МС-15        |
| Бортінженер | Ендрю Морган                           | Ендрю Морган                            | 1         | Союз МС-13        |
| Бортінженер |                                        | Кристофер Кессіді                       | 3         | Союз МС-16        |
| Бортінженер |                                        | Анатолій Іванишин                       | 3         | Союз МС-16        |
| Бортінженер |                                        | Іван Вагнер                             | 1         | Союз МС-16        |

## Етапи місії

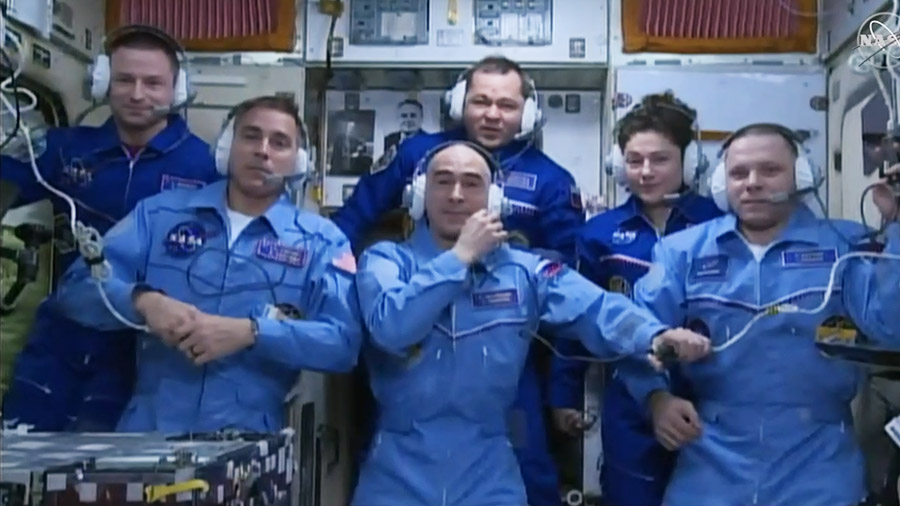
Екіпаж 62-ї експедиції у повному складі, 9.04.2020

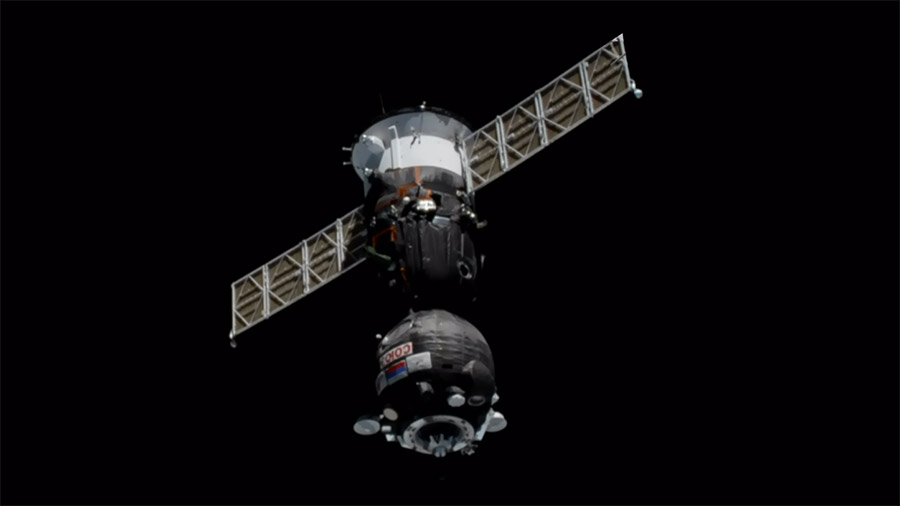
Союз МС-16 біля станції перед стикуванням, 9.04.2020

6 лютого 2020 корабель Союз МС-13 із трьома космонавтами на борту (Олександр Скворцов, Крістіна Кох та Лука Пармітано) відстикувався від станції. З цього моменту розпочалася робота 62-ї експедиції у складі трьох космонавтів.
18 лютого вантажний корабель Cygnus місії NG-13, запущений 15 лютого, прибув до станції. Спочатку його було захоплено за допомогою крана-маніпулятора Канадарм2, після чого пристиковано до модуля «Юніті». Корабель доставив до станції 3377 кг вантажу, що включає продукти харчування, обладнання і матеріали для наукових досліджень.
9 березня — стикування зі станцією вантажного корабля SpaceX CRS-20, запущеного 7 березня.
2 квітня здійснено планову корекцію орбіти МКС. Для цього на 427,5 сек було включено двигуни корабля Прорес МС-13, пристикованого до станції.
7 квітня від станції о 13:06 (UTC) відстиковано вантажний корабель SpaceX CRS-20, який перебував на МКС протягом 29 днів. Через 6 годин він успішно приводнився у Тихому океані та доставив результати наукових експериментів.
9 квітня — до станції о 08:05:06 (UTC) до модуля «Поіск» пристикувався корабель Союз МС-16 із трьома космонавтами на борту (Анатолій Іванишин, Іван Вагнер та Крістофер Кесіді). Невдовзі вони перейшли на борт МКС та екіпаж станції став складатися з шести осіб.
17 квітня корабель Союз МС-15 із трьома космонавтами на борту (Олег Скрипочка, Джессіка Меїр та Ендрю Морган) о 01:53 (UTC) відстикувався від станції. На цьому завершилася робота 62-ї експедиції. Корабель за декілька годин успішно приземлився на території Казахстану.